# Franz Landolt (Politiker, 1901)
Franz Landolt (* 25. Dezember 1901 in Näfels; † 8. Juli 1965 ebenda) war ein Schweizer Politiker (SP). 
Landolt arbeitete als Seidenstoffdrucker. Ab 1935 gehörte er dem Gemeinderat von Näfels an. Von 1929 bis 1942 im Landrat des Kantons Glarus. 1941/42 war er ausserdem Kriminalrichter. 1942 wurde er zum ersten sozialdemokratischen Regierungsrat des Kantons Glarus gewählt; er leitete die Direktion des Innern. 1955/56 amtierte er als Landesstatthalter und von 1956 bis 1962 als Landammann. Er behielt sein Regierungsratsmandat bis an sein Lebensende. 1959 schaffte der den Sprung in den Nationalrat, dem er bis 1965 angehörte.
Ausserdem war Landolt von 1934 bis 1965 Präsident des kantonalen Gewerkschaftskartells und von 1946 bis 1963 Mitglied des Zentralvorstands des Schweizerischen Verbandes der Textil- und Fabrikarbeiter sowie Branchenpräsident der Färberei-, Druckerei- und Ausrüstereiarbeiter.